# Les Mazures
Les Mazures település Franciaországban, Ardennes megyében. Lakosainak száma 856 fő (2022. január 1.). Les Mazures Anchamps, Bourg-Fidèle, Deville, Harcy, Laifour, Renwez, Revin, Rocroi és Sécheval községekkel határos.

## Népesség
A település népességének változása:
| Lakosok száma | 922  | 781  | 738  | 909  | 948  | 926  | 903  | 885  | 878  | 856  |
|               | 1968 | 1982 | 1990 | 2006 | 2013 | 2015 | 2017 | 2019 | 2020 | 2022 |